# Карпачевский, Лев Оскарович
Лев Оскарович Карпачевский (27 декабря 1931 — 26 октября 2012) — доктор биологических наук, профессор кафедры физики и мелиорации почв Факультета почвоведения МГУ.

## Биография
Родился 27 декабря 1931 года в Ленинграде, где в это время у своих теток гостила его мать — Дебора Александровна Карпачевская (1914—1965). Дебора Александровна была дочерью журналиста Александра Самойловича Карпачевского (1886—1938), сына часового мастера из Казани, и врача Марии Григорьевны Грабойс (1887—1935), дочери купца 2-й гильдии из Кишинева. Отец — писатель и поэт Оскар Адольфович Хавкин (1912—1993) — был сыном старых большевиков Адольфа (Абеля) Иосифовича Хавкина (1880—1943) и Сарры Львовны Хавкиной (урождённой Порез или Порес) (1890—1966).
Родители поженились в 1930 году будучи совсем молодыми. Вскоре они развелись, и Лев остался жить с матерью. Уже после развода Дебора Александровна училась в Московском педагогическом государственном университете им. В. И. Ленина (1935—1939). Получив диплом учителя биологии, большую часть своей жизни она проработала врачом-лаборантом. Оскар Адольфович закончил тот же институт (1934—1936) с дипломом учителя географии. В 1938 году, из-за опасения политических репрессий Оскар Хавкин со второй семьёй надолго переехал в Забайкалье, где сначала работал преподавателем географии и истории в средней школе. После успеха написанной им повести «Всегда вместе» (стала лауреатом конкурса на лучшую детскую книгу в 1950 году) начал карьеру профессионального писателя. В Москву он вернулся только в 1953 году.
Маленький Лев провел все свое детство в Москве, в комнате в коммунальной квартире. Дом, первоначально конюшня, пристроенная к усадебному дому, располагался в Нижнем Кисловском переулке недалеко от площади Арбатские Ворота. В 1939—1949 годах учился в знаменитой московской школе № 110. Посещал Кружок юных натуралистов при Биостанции в Сокольниках. В 1949 году поступил на почвенное отделение Биолого-почвенного факультета МГУ им. М. В. Ломоносова. Окончил МГУ с отличием в 1954 году, но продолжить обучение или устроиться на работу в Москве не смог из-за усилившейся в то время государственной политики антисемитизма. По распределению был направлен в Алтайское краевое управление сельского хозяйства (Алтайский край), где принимал участие в работах по обследованию целины, составлял почвенные карты колхозов. В 1954 году поступил в очную аспирантуру кафедры почвоведения в Алтайском сельскохозяйственном институте к проф. Н. В. Орловскому и закончил её в 1958 году.
В том же году вернулся в Москву, где устроился на работу в Лабораторию лесного почвоведения Института леса АН СССР, возглавляемом выдающимся ученым академиком Владимиром Николаевичем Сукачёвым. В 1959 году Институт леса из-за оппозиции В. Н. Сукачева идеям Т. Д. Лысенко был переведен в Красноярск. В Москве осталась только Лаборатория лесоведения АН СССР (в 1991 году была преобразована в Институт лесоведения РАН), которую по-прежнему возглавлял В. Н. Сукачев, и в составе которой сохранилась лаборатория лесного почвоведения. Под руководством известного почвоведа профессора Сергея Владимировича Зонна, Лев Оскарович более 10 лет (1958—1969 годы) исследовал лесные почвы по всей стране, проводил научные исследования на базе ряда научных стационаров — Теллермановского (Воронежская обл.), Уральского (Уральская обл.) и Джаныбекского (Волгоградская обл., Казахская ССР). В 1960 году защитил кандидатскую диссертацию в Почвенном институте им. В. В. Докучаева по теме «Водно-физические свойства и элементы водного режима почв Алтайского края».
В 1963 году совместно с Н. В. Дылисом и А. И. Уткиным Л. О. Карпачевский организует Малинскую биостанцию на границе Подольского и Наро-Фоминского районов Московской области (ныне в составе города Москвы), где разворачиваются комплексные исследования лесных биогеоценозов. Собранные здесь материалы легли в основу докторской диссертации Л. О. Карпачевского «Пестрота почвенного покрова и её связь со структурой лесного БГЦ (на примере широколиственно-еловых лесов»), в которой были вскрыты закономерности анизотропности почв в лесных биогеоценозах. Защита диссертации состоядась в 1972 году на Биолого-почвенном факультете МГУ им. М. В. Ломоносова.

С 1969 года и до конца жизни Лев Оскарович работал на кафедре физики и мелиорации почв Факультета почвоведения МГУ (до 1973 года кафедра находилась в составе почвенного отделения Биолого-почвенного факультете МГУ). Основное направление в научной работе — лесное почвоведение, генезис лесных почв, их физические свойства. На кафедре физики и мелиорации почв возглавлял работу Биогеоценологической экспедиции, где углубленно изучались лесные почвы Камчатки, Сихотэ-Алиня, Карпат и Урала. В своих исследованиях ярко показал пространственную неоднородность (пестроту) почвенного покрова лесных экосистем на уровне отдельного биогеоценоза, почвенный покров которого можно разделить на отдельные единицы — тессеры, формирующиеся под влиянием отдельного дерева, растительной парцеллы, ветровально-почвенного комплекса. Для горных почв (Камчатка, Сихотэ-Алинь) показал важность фактора аэрального привноса материала (вулканического пепла, атмосферной пыли) в их формировании. В Центрально-Лесном государственном биосферном заповеднике (Тверская область) и на Малинской биостанции исследовал широкий круг проблем, включая влияние ветровала на формирование почвенного покрова, воздействие леса и сельскохозяйственного землепользования на почвы и динамику в них питательных веществ. Вёл экологические исследования Москвы и Московской области. Особый интерес у него вызывали междисциплинарные научные исследования, в частности, связь между почвами, развитием земледелия и становлением цивилизаций.

Лев Оскарович на дне открытых дверей кафедры.

За годы работы Лев Оскарович опубликовал лично и в соавторстве со своими коллегами и учениками более 300 статей и 20 монографий и учебников. На протяжении многих лет являлся членом редколлегии журналов «Почвоведение», «Лесоведение», «Экология и ноосферология» и «Грунтознавство (Почвоведение)», «История и современность». Являлся почетным членом Докучаевского общества почвоведов, в котором более 30 лет возглавлял Подкомиссию по лесному почвоведению. Научно-исследовательскую работу Лев Оскарович активно сочетал с педагогической деятельностью. Подготовил почти 150 специалистов-почвоведов и более 60 кандидатов наук и докторов наук. Лауреат Государственной премии за 2001 год, премии им. В. Р. Вильямса (1982), премии общества «Знание» за популяризацию науки в книге «Зеркало ландшафта» (1983). Заслуженный научный сотрудник Московского университета (1997 год).
Писал стихи, было издано несколько сборников. В книге «Почвенные апокрифы» Карпачевский собрал полуанекдотические истории, произошедшие с известными почвоведами прошлого. В 2007 году выпустил автобиографию «Записки почвоведа». Заведующий кафедрой Е. В. Шеин охарактеризовал его как «энциклопедиста».
В 1989 году передал журналисту '«Вечерней Москвы»' Давиду Гаю один из вариантов верстки «Чёрной книги» — сборника документов и свидетельств очевидцев о преступлениях против еврейского народа на оккупированной нацистами территории СССР и Польши в годы Холокоста. «Черная книга» была подготовлена в рамках деятельности Еврейского антифашистского комитета в 1940-х годах, но так и не была издана в СССР. Лев Оскарович тайно хранил эту рукопись с 1950-х годов, получив её от своего двоюродного дедушки Моисея Григорьевича Грабойса с просьбой «сохранить во что бы то ни стало».

## Семья
В 1954 году Лев Оскарович женился на однокурснице Нине Ивановне Шевяковой (родилась в 5 декабря 1929 году в селе Ярополец Московской области). Нина Ивановна — физиолог растений, доктор биологических наук. У Л. О. Карпачевского и Н. И. Шевяковой двое детей (дочь — Наталия Львовна Радюкина (1955), физиолог растений, доктор биологических наук; сын — Михаил Львович Карпачевский (1969), почвовед, кандидат биологических наук) и пятеро внуков.
Умер 26 октября 2012 года в Москве. Похоронен на Новодевичьем кладбище в Москве вместе с отцом О. А. Хавкиным и бабушкой С. Л. Хавкиной.

## Публикации

### Научные и научно-популярные монографии
- Зонн С. В., Карпачевский Л. О., Стефин В.В. Лесные почвы Камчатки. М.: Изд-во Акад наук. СССР, 1963. 255 с.
- Карпачевский Л. О. Пестрота почвенного покрова в лесном биогеоценозе. М.: Изд-во МГУ, 1977. 312 с.
- Карпачевский Л. О., Воронин А. Д., Дмитриев Е. А., Строганова М. Н. и др. Почвенно-биогеоцентические исследования в лесных биогеоценозах. М.: Изд-во МГУ, 1980. 160 с.
- Карпачевский Л. О. Лес и лесные почвы. М.: Лесн. пром-сть, 1981. 264 с.
- Карпачевский Л. О. Зеркало ландшафта. М.: Мысль, 1983. 156 с.
- Карпачевский Л. О. Физика поверхностных явлений в почве. М.: Изд-во МГУ, 1985. 92 с.
- Почвообразование в лесных биогеоценозах. М.: Наука, 1989. 104 с. (соавтор ряда статей). — ISBN 5-02-003354-5
- Карпачевский Л. О. Жизнь почвы. М.: Знание, 1989. 61 с. — ISBN 507-000446-8
- Всеволодова-Перель Т. С., Грюнталь С. Ю., Кудряшева И. В., Надточий С. Э., Головач С. И., Матвеева А.А, Осипов В. В., Карпачевский Л. О., Растворова О. Г. Структура и функционирование почвенного населения дубрав Среднерусской лесостепи. М.: Наука, 1995. 151 с. — ISBN 5-02005-506-9
- Карпачевский Л. О. Динамика свойств почв. М.: ГЕОС, 1997. 170 с. — ISBN 5-89118-019-7
- Зубкова Т. А., Карпачевский Л. О. Матричная организация почв. М.: Русаки, 2001. 298 с. — ISBN 5-93347-066-X
- Шеин Е. В., Карпачевский Л. О. Толковый словарь по физике почв. М.: ГЕОС, 2003. 126 с. — ISBN 5-89118-343-9
- Карпачевский Л. О. Экологическое почвоведение. М.: ГЭОС, 2005. 336 с. — ISBN 5-89118-388-9
- Ашинов Ю. Н., Зубкова Т. А., Имгрунт И. И., Карпачевский Л. О. Почвы и социум. Майкоп: Полиграфиздат «Адыгея», 2006. 152 с. — ISBN 5-79920-423-5
- Теории и методы физики почв // Шеин Е. В., Карпачевский Л.О. М.: Гриф и К, 2007. 616 с. — ISBN 978-5-81250-921-7
- Ашинов Ю. П., Зубкова Т. А., Карпачевский Л. О. Почвенный покров и элементы социальной структуры Кубани и Адыгеи. Майкоп: Полиграф-Юг, 2008. 269 с. — ISBN 978-5-7992-0511-9
- Карпачевский Л. О., Т. А. Зубкова, Н. О. Ковалева, И. В. Ковалев, Ю. Н. Ашинов. Почва в современном мире. Майкоп: Полиграф-ЮГ, 2008. 164 с. — ISBN 978-5-7992-0529-4
- Карпачевский Л. О., Ю. Н. Ашинов, Л. В. Березин. Курс лесного почвоведения. Учебное пособие для университетов. Майкоп: Аякс, 2009. 345 с.
- Березин Л. В., Карпачевский Л. О. Лесное почвоведение. Омск: Изд. ФГОУ ВПО ОмГАУ. 2009, 360 с.
- Карпачевский Л. О., И. О. Алябина, Л. В. Захарихина, А. О. Макеев, М. С. Маречек, А. Ю. Радюкин, С. А. Шоба, В. О. Таргульян. Почвы Камчатки. М.: ГЕОС. 2009. 224 с.
- Добровольский Г. В., Карпачевский Л. О., Крискунов Е. А. Геосферы и педосфера. М.: ГЕОС, 2010. 190 с. — ISBN 978-5-89118-507-4
- Карпачевский Л. О. Почвообразование в горах Сихотэ-Алиня. М.: ГЕОС, 2012. 138 с. — ISBN 978-5-89118-576-0

### Сборники стихов и мемуарной литературы
- Карпачевский Л. О. Стихи. М.: ГЕОС, 1997. 210 с.
- Карпачевский Л. О. Почвенные апокрифы. М.: ГЕОС, 1999. 79 с.
- Карпачевский Л. О. Татьянин день. Стихи. М.: ГЕОС, 2000. 65 с.
- Карпачевский Л. О. Новый век. Стихи. М.: ГЕОС, 2002. 109 с.
- Карпачевский Л. О. Путешествие по Камчатке. Стихи. М.: ГЕОС, 2005. 77 с. — ISBN 5-89118-365-7
- Карпачевский Л. О. Записки почвоведа. Майкоп: Полиграфиздат «Адыгея», 2007. 280 с. — ISBN 978-5-7992-0436-5
- Московская 110-я школа / сост. Карпачевский Л. О. и Каплунов Г. М. М.: ГЕОС, 2008. 98 с. — ISBN 978-5-89118-412-5
- Карпачевский Л. О. Земля обетованная (стихи). М.: ГЕОС, 2009. 65 с. — ISBN 978-5-89118-424-4
- Карпачевский Л. О. Почвы на Парнасе (стихи). М.: ГЕОС, 2009. 80 с.

### Основные статьи
- Карпачевский Л. О., Строганова М. Н. Микрорельеф — функция лесного биогеоценоза // Почвоведение. 1981. № 5. С. 83-93.
- Абатуров Б. Д., Карпачевский Л. О. О влиянии крота на почвы в лесу // Почвоведение. 1965. № 6. С. 59-68.
- Всеволодова-Перель Т. С., Грюнталь С. Ю., Кудряшева И. В., Надточий С. Э., Головач С. И., Матвеева А. А, Осипов В. В., Карпачевский Л. О., Растворова О. Г. Структура и функционирование почвенного населения дубрав Среднерусской лесостепи // М.: Наука. 1995. 152 с.
- Карпачевский Л. О., Киселева Н. К., Леонова Т. Г., Попова С. И. Пестрота почвенного покрова и её связь с парцеллярной структурой биогеоценоза // Биогеоценологические исследования в широколиственно-еловых лесах. — М. : Наука, 1971. С. 151—224.
- Перель Т. С., Карпачевский Л. О. О некоторых особенностях разложения опада в широколиственных лесах // Pedobiologia. 1968, Bd. 8. Н.З. S. 12-21.